# Thomas Hancock (opfinder)
 For alternative betydninger, se Thomas Hancock. (Se også artikler, som begynder med Thomas Hancock)
Thomas Hancock (8. maj 1786 – 26. marts 1865) var en engelsk autodidakt fremstillingsingeniør, der grundlagde den britiske gummiindustri. Han opfandt mastikatoren, en maskine, der kan flå gummistykker til mindre stykker, så man kan genbruge dem efter de er blevet formet til blokke eller plader. En blå mindeplade er opsat efter Hancock på No. 4 High Street i Marlborough, Wiltshire.
Den 21. november 1843 tog Hancock patent på vulkanisering af gummi ved brug af svovl, hvilket var 8 uger før Charles Goodyear indsendte sit patent i USA, den 30. januar 1844.
Han var storebror til opfinderen Walter Hancock.